# Adolfo Donda
Adolfo Miguel Donda Tigel, conocido simplemente como Adolfo Donda (Diamante, 1 de junio de 1946), es un militar argentino condenado por delitos de lesa humanidad cometidos en la Escuela Superior de Mecánica de la Armada (ESMA), durante la última dictadura militar argentina.
El hermano y la cuñada de Donda están desaparecidos. La cuñada de Donda se encontraba embarazada y ese bebé nació en cautiverio. Ese bebé, Victoria Donda, recuperó su identidad años más tarde y fue abogada, activista de derechos humanos, diputada de la Nación y directora del Instituto Nacional contra la Discriminación, la Xenofobia y el Racismo.

## Biografía
Donda nació en el pueblo de Diamante, en la provincia de Entre Ríos. Sus padres eran personas mayores cuando lo tuvieron. Tenía un solo hermano menor. Adolfo era el preferido del padre y José María Laureano el de la madre.
Adolfo Donda fue al Liceo Naval y luego entró en la Marina.
Su hermano, José María Laureano Donda Tigel, fue secuestrado a los 21 años junto a su mujer, María Hilda Pérez, por ese entonces embarazada, quien en 1977 tuvo una niña en la ESMA. Adolfo había sido el padrino de bodas.
La hija mayor de su hermano había quedado al cuidado de la abuela materna, Leontina Puebla de Pérez, porque sus padres habían pasado a la clandestinidad, pero Adolfo Donda le hizo un juicio y le quitó la tenencia. Cuando su cuñada tuvo a su segunda hija en el centro clandestino de detención se la entregó a Juan Antonio Azic, otro oficial de inteligencia del grupo de secuestros de la ESMA, quien la inscribió como hija propia con el nombre de Claudia Analía Azic. Victoria Donda nació en la Escuela de Mecánica de la Armada y recuperó su identidad el 8 de octubre de 2004, tras el examen genético al que se sometió.

## Trayectoria
Donda es un excapitán de fragata.
Donda operó de forma clandestina en la ESMA en donde utilizaba distintos apodos como «Palito», «Jerónimo» o «Gerónimo», «Chiche». También usaba alias como «Libstein Solía », «Guillermo Ribes» o «Rubén Pellegrino».
Donda era el jefe de operaciones del Grupo de tareas 3.3.2 en el sitio de detención clandestino utilizado por la Armada Argentina para ejecutar el plan de desaparición de personas llevado a cabo en la Argentina durante la dictadura militar del Proceso de Reorganización Nacional, el centro clandestino de detención (CDD) de la ESMA. Además era el Segundo Jefe de Inteligencia.
Debido a un primer proceso en su contra Donda cumplió prisión preventiva por la comisión de 17 delitos, entre ellos el secuestro y asesinato de la diplomática Elena Holmberg, cuyo cadáver apareció en aguas del río Luján en 1978.
En 1984, con la llegada de la democracia, Donda fue nombrado agregado naval en la Embajada argentina en Brasil. Luego fue uno de los directores de Zapram, la empresa de seguridad del Grupo Yabrán que controlaba los depósitos fiscales del Aeropuerto de Ezeiza. Trabajó en Tecnipol SRL, empresa de comercialización de equipos para las fuerzas policiales y de seguridad. Después de la muerte de Alfredo Yabrán  trabajó en seguridad privada en la empresa Servicios Quality Control S.A.

## Juicio y condena
En 1987 la Cámara Federal lo procesó por más de 62 delitos de lesa humanidad que incluían secuestros, tormentos y homicidios pero quedó libre por la Ley de Obediencia Debida dictada en Argentina el 4 de junio de 1987, durante el gobierno del presidente Raúl Alfonsín. 
En 1997, el juez Baltasar Garzón solicitó su extradición a España acusado por la desaparición de ciudadanos españoles, pero la misma fue rechazada por el gobierno argentino. Durante ese juicio oral se debatieron dos posiciones doctrinales diferentes, una que sostenía debía aplicarse el derecho internacional y sus actos aberrantes ser calificados como «crímenes contra la humanidad» y, por ende, delitos de lesa humanidad, y la otra que sostenía que se trataba del tipo penal «genocidio y terrorismo». Tanto la Sección Tercera de la Sala de lo Penal de la Audiencia Nacional como la Sala Segunda del Tribunal Supremo se definieron por la primera opción. El tribunal declaró que los hechos objeto de ese proceso resultaban constitutivos de crímenes de lesa humanidad y debían ser calificados según el artículo 118 de la Constitución Nacional y Convención sobre la imprescriptibilidad de los crímenes de guerra y de los crímenes lesa humanidad, aprobada por ley argentina n°24.584.
En 2003, cuando la Ley de Obediencia Debida fue declarada nula por el Congreso argentino, y fue declarada inconstitucional por la Corte Suprema de Justicia en 2005, volvió a ser procesado.
Su juicio debía celebrarse junto al de Héctor Febres en 2007, pero debido al fallecimiento del mismo y a las demoras en una resolución de la CNCP su juzgamiento fue postergado hasta 2011. En ese momento estaba detenido en el Complejo I de Ezeiza.
El juicio oral duró dos años. Se presentaron más de 160 testigos. 
Según testimonió Alicia Ruscovsky, quien lo acusó de querer robarle su propia casa al pedirle la escritura bajo  tortura, Donda le habría dicho:

Esta es una guerra. Y en la guerra no se puede ser piadoso con el enemigo. No lo fui con mi propio hermano, que era monto. No lo fui con mi cuñada, que estuvo chupada como vos acá en la ESMA. Y fue trasladada, como lo vas a ser vos también si no hacés los deberes. No tuve ningún tipo de condescendencia ni culpa. Porque ésta es una guerra y ellos estaban en el otro bando. Es así la cosa: o ganamos nosotros o ganan ustedes. Así que más vale que vayas largando lo que tengas.

Según testimonió Lisandro Cubas, Donda le habría prometido a su cuñada que se reencontraría con su esposo y que su hija sería entregada a su familia materna hasta que se reunieran todos.
Se supo que Donda torturó con picana eléctrica a Ana María Testa, Víctor Fatala, Carlos Lordkipanidse, Arturo Barros, Lázaro Gladstein, Amalia Larralde, Angel Strazzeri, Andrea Bello y a María Bernst, entre otros.
El 26 de octubre de 2011 fue condenado junto a Alfredo Astiz y Jorge Eduardo Acosta a prisión perpetua e inhabilitación absoluta y perpetua, por el Tribunal Oral Federal N.º 5 integrado por los jueces Germán Castelli, Ricardo Farías y Daniel Obligado, por considerarlo coautor penalmente responsable en orden al delito de privación ilegítima de la libertad doblemente agravado por su carácter de funcionario público y por haber sido cometido con violencia, en concurso material con el delito de homicidio doblemente agravado por sevicias graves y por el concurso premeditado de dos o más personas, en perjuicio de Raimundo Villaflor; en concurso real con el delito de privación ilegítima de la libertad triplemente agravado por su carácter de funcionario público, por haber sido cometido con violencia y por haber durado más de un mes, reiterado en dieciocho (18) oportunidades, en concurso material con el delito de imposición de tormentos agravado por la condición de perseguido político de la víctima reiterado en dieciocho (18) oportunidades, en perjuicio de Graciela Alberti; Víctor Melchor Basterra; María Elsa Barreiro Martinez; José Luis Hazán/Josefina Villaflor; Enrique Ardeti; Fernando Brodsky; Juan Carlos Anzorena; Juan Carlos José Chiaravalle; Enrique Mario Fukman; Susana Beatriz Leiracha; Thelma Dorothy Jara de Cabezas; Arturo Osvaldo Barros; Víctor Aníbal Fatala; Lázaro Jaime Gladstein; Carlos Gregorio Lordkipanidse; Carlos Muñoz y Ana María Testa, hechos cometidos en la Escuela Superior de Mecánica de la Armada(ESMA) durante la última dictadura militar argentina. Se trató del primer juicio a los represores de ese centro clandestino de detención y Donda fue alojado en el hospital del penal de Ezeiza.
El 23 de abril de 2014 la Cámara Federal de Casación Penal confirmó la condena.
En 2012, cuando Donda quiso estudiar Derecho en UBA XXII, el programa de educación universitaria en las cárceles, los docentes universitarios se negaron a darle clases.